# Kujavy

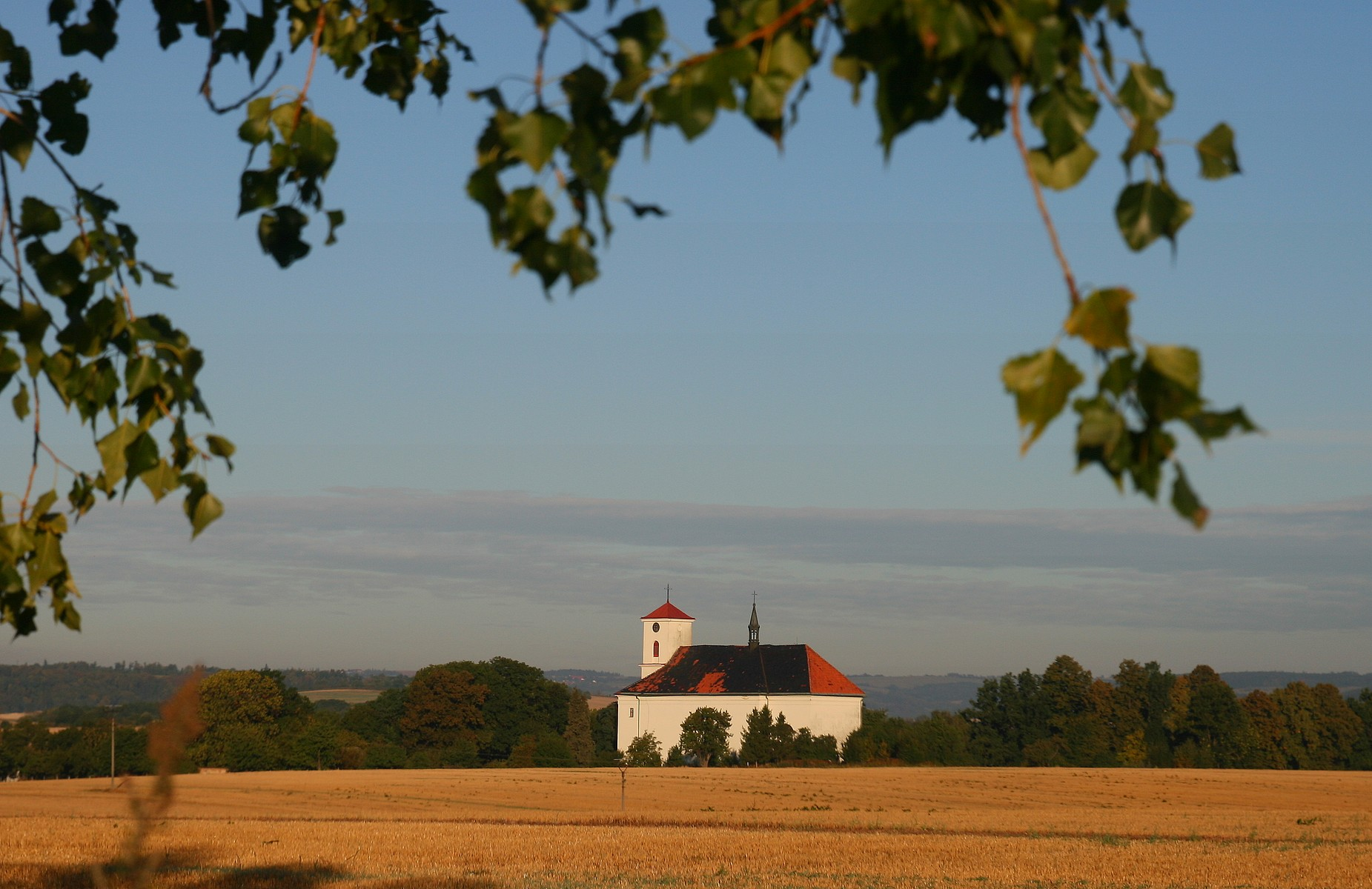
Blick auf Kujavy

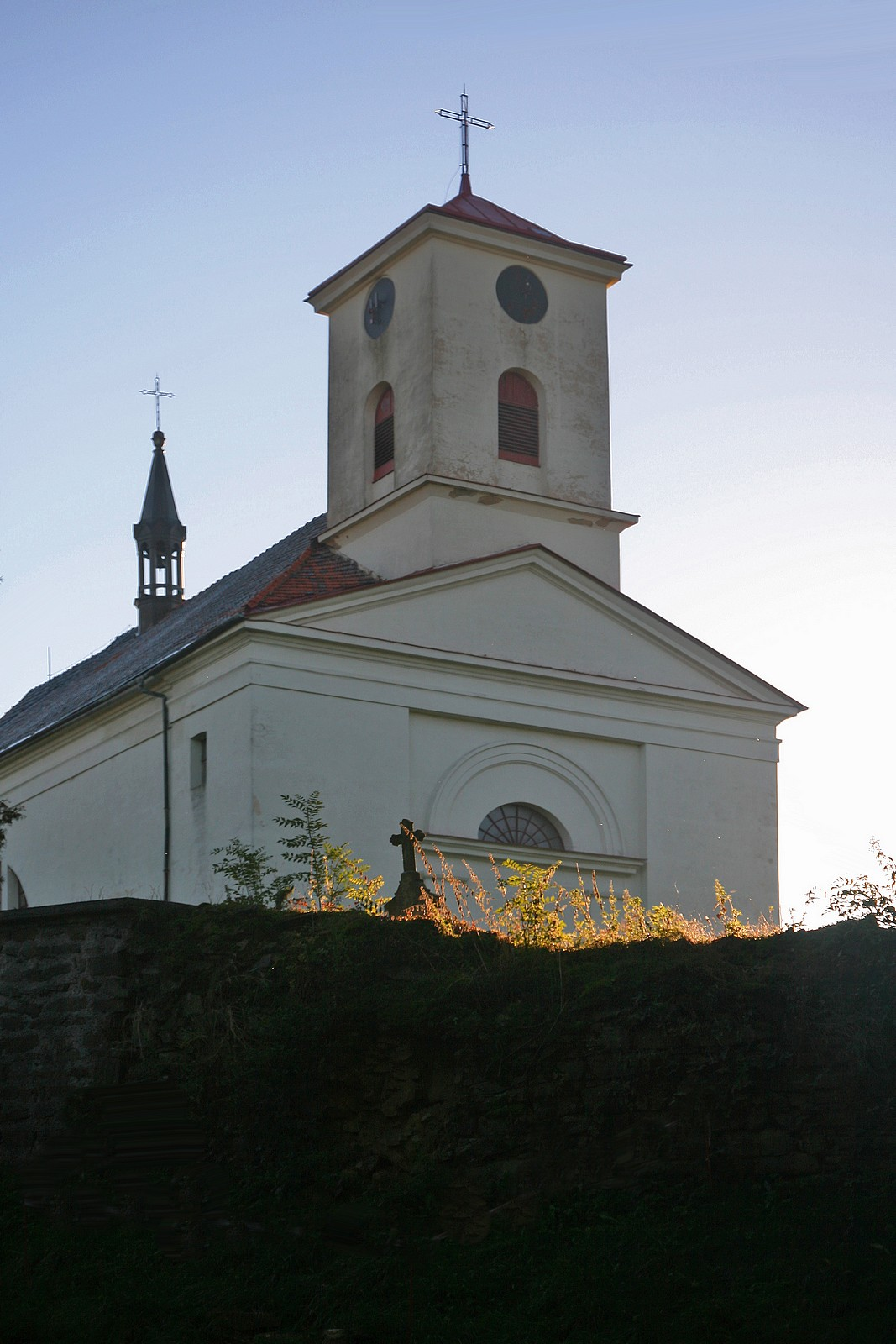
Kirche des Erzengels Michael

Kujavy (deutsch Klantendorf) ist eine Gemeinde in Tschechien. Sie liegt fünf Kilometer südöstlich von Fulnek und gehört zum Okres Nový Jičín.

## Geographie
Kujavy erstreckt sich im Kuhländchen beiderseits des Baches Děrenský potok (Entebach), dem im Oberdorf der Bravinský potok zufließt. Nördlich erhebt sich die Kamenná hora (336 m n.m.), im Westen die Jelenice (348 m n.m.) sowie im Nordwesten der Děrenský kopec (398 m n.m.). Das Dorf wird im Norden von der Staatsstraße II/647 zwischen Fulnek und Bílovec sowie im Süden von der Dálnice 1, zu der kein direkter Anschluss besteht, durchquert. Kujavy liegt am Rande des Naturparks Oderberge (Oderské vrchy).
Nachbarorte sind Jílovec und Pohořílky im Norden, Bílov und Dolní Dvůr im Nordosten, Butovice und Pustějov im Osten, Bartošovice und Hukovice im Südosten, Hladké Životice im Süden, Stachovice im Südwesten, Fulnek im Westen sowie Slezsko und Kostelec im Nordwesten.

## Geschichte
In der zweiten Hälfte des 13. Jahrhunderts wurde bei einer älteren slawischen Siedlung Kugiawa ein nach einem Lokator Clemens benanntes Waldhufendorf angelegt. Die erste urkundliche Erwähnung von Clementis villa erfolgte im Februar 1293. Seit 1337 ist eine Pfarrei in Clemendorf nachweislich. Kuyawa bildete ein Rittergut unter der Herrschaft Fulnek. Im Jahre 1399 wurden die Besitzer des Gutes Adam und Otto Beš von Kuyawa mit einem Fluch belegt, da sie während des mährischen Bruderkrieges als Gefolgsleute des Markgrafen Prokop von Mähren kirchliche Güter zerstört hatten. Das deutschsprachige Clementendorf und das tschechischsprachige Kuyawa existierten zunächst nebeneinander und verschmolzen später zu einem Dorf. 1458 wurde das Lehn Kuyawa eingezogen und mit der Herrschaft Fulnek vereinigt. Der tschechische Name Kujavy ist erstmals im Jahre 1461 nachweislich. Nachdem Fulnek zu einem Zentrum der Böhmischen Brüder geworden war, fand diese Konfession auch in Kujavy Verbreitung. Um 1510 ließ der protestantische Grundherr Bernhard von Zierotin den katholischen Pfarrer Matěj entfernen. Vermutlich blieb die Pfarrstelle danach über längere Zeit verwaist. 1588 setzte Jan Skrbenský von Hřistě auf Fulnek den Protestanten Šimon Prokop als Pastor ein. Auf Intervention des Olmützer Bischofs Stanislaus Pavlovský von Pavlovitz erhielt Kujavy 1594 mit Jiří Sokol wieder einen katholischer Pfarrer, er wurde 1619 nach dem mährischen Ständeaufstand aus dem Dorf vertrieben. Nach der Schlacht am Weißen Berg erfolgte eine Rekatholisierung, die Pfarrei wurde 1623 um die Dörfer Hladké Životice, Pustějov, Suchdol und Butovice erweitert. Nach der Zerstörung des Pfarrhauses verwalteten die Fulneker Augustiner von 1625 bis 1666 die Pfarrei. Im Laufe der Zeit wurde das gesamte Dorf deutschsprachig und der Ortsname wandelte sich in Klantendorf. 1713 brannte die Kirche aus, dabei schmolzen auch die beiden Glocken. Noch im selben Jahre erfolgte der Wiederaufbau. In Seitendorf und Petrowitz wurden 1784 Lokalien eingerichtet, zugleich wurde Schimmelsdorf von Bielau nach Klantendorf umgepfarrt. Im Jahre 1789 übernahm der Religionsfonds das Kirchpatronat anstelle des aufgelösten Augustinerklosters Fulnek. 1790 standen in Klantendorf 116 Häuser, in denen 809 Menschen lebten. Im Dezember 1805 zogen nach der verlorenen Schlacht bei Austerlitz russische Truppen durch Klantendorf und schleppten den Typhus ein; innerhalb von 81 Tagen verstarben 74 Personen an der Epidemie. 1822 entstand ein Schulhaus mit Lehrerwohnung. Zwischen 1830 und 1833 wurde auf Kosten des Religionsfonds eine neue Kirche errichtet.
Im Jahre 1835 bestand das im Prerauer Kreis an der Handelsstraße von Fulnek nach Wagstadt gelegene Dorf Klantendorf bzw. Kujawa aus 129 Häusern, in denen 946 Personen lebten. Haupterwerbsquelle bildete die wegen der günstigen Lage sehr ertragreiche Landwirtschaft. Unter dem Patronat des Religionsfonds standen die Kirche St. Michael, die Pfarrei und die Trivialschule. Im Ort gab es eine Wassermühle und eine Windmühle. Klantendorf war Pfarr- und Schulort für Schimmelsdorf. Bis zur Mitte des 19. Jahrhunderts blieb Klantendorf der Allodialherrschaft Fulnek untertänig.
Nach der Aufhebung der Patrimonialherrschaften bildete Klantendorf / Kujavy ab 1849 mit dem Ortsteil Schimmelsdorf / Pohořelky eine  Gemeinde im Gerichtsbezirk Fulnek. Ab 1869 gehörte Klantendorf zum Bezirk Neutitschein. Zu dieser Zeit hatte das Dorf 831 Einwohner und bestand aus 138 Häusern. In der zweiten Hälfte des 19. Jahrhunderts standen in der Gemeinde fünf Windmühlen; 1878 wurde eine hölzerne Mühle nach Pohorsch, zwei Jahre später eine weitere nach Tyrn und 1882 die dritte Mühle nach Barnsdorf umgesetzt. Das Schulhaus wurde 1890 für den zweiklassigen Unterricht erweitert. Durch die Kneippsche Badeanstalt entwickelte sich Klantendorf um die Jahrhundertwende zu einer Sommerfrische; die meisten Gäste kamen aus den Industriestädten Mährisch Ostrau und Witkowitz.
Im Jahre 1900 lebten in Klantendorf 827 Personen; 1910 waren es 826. Schimmelsdorf löste sich 1911 los und bildete eine eigene Gemeinde. 1919 erfolgte der Abriss einer Windmühle. Beim Zensus von 1921 lebten in den 134 Häusern der Gemeinde 785 Menschen, darunter 726 Deutsche und 37 Tschechen. 1923 gab es in der Gemeinde nur noch eine gemauerte Windmühle beim Haus Nr. 22 sowie beim Haus Nr. 2 eine einfache Schrotmühle. Jährlich am Ostersonntag fand das traditionelle Saatreiten statt. Im Jahre 1930 bestand Klantendorf aus 135 Häusern und hatte 775 Einwohner; 1939 waren es 753. Nach dem Münchner Abkommen wurde die Gemeinde 1938 dem Deutschen Reich zugesprochen und gehörte zunächst zum Landkreis Neu Titschein. Im Zuge einer Neugliederung der teilweise zerschnittenen Kreise im Sudetenland wurde Klantendorf zum 1. Mai 1939 dem Landkreis Wagstadt zugeordnet. Nach dem Ende des Zweiten Weltkrieges kam Kujavy zur Tschechoslowakei zurück, die meisten der deutschsprachigen Bewohner wurden 1946 vertrieben und das Dorf mit Tschechen aus dem Landesinnern und Wolhynien neu besiedelt. Kujavy wurde wieder Teil des Okres Nový Jičín. 1949 erfolgte die Zuordnung zum neu gebildeten Okres Bílovec, der bei der Gebietsreform von 1960 wieder aufgehoben wurde. Im Jahre 1950 hatte das Dorf nur noch 533 Einwohner. 1961 erfolgte die erneute Eingemeindung von Pohořílky; zugleich kam die Gemeinde zum Okres Nový Jičín zurück. Mit Beginn des Jahres 1976 wurde Jílovec eingemeindet. Zum 1. Januar 1979 wurde Kujavy ein Ortsteil von Fulnek. Seit Anfang 1998 besteht die Gemeinde Kujavy wieder. Beim Zensus von 2001 lebten in den 153 Häusern von Kujavy 550 Personen. 

### Demographie
| Jahr | Einwohnerzahl | Anmerkungen                                   |
| ---- | ------------- | --------------------------------------------- |
| 1790 | 809           | in 116 Häusern                                |
| 1834 | 946           | in 129 Häusern                                |
| 1869 | 831           | in 138 Häusern                                |
| 1900 | 827           | [ 6 ]                                         |
| 1910 | 826           | [ 6 ]                                         |
| 1921 | 785           | 726 Deutsche und 37 Tschechen, in 134 Häusern |
| 1930 | 775           | in 135 Häusern                                |
| 1939 | 753           | [ 5 ]                                         |
| 1950 | 533           | [ 6 ]                                         |
| 2001 | 550           | in 153 Häusern                                |

## Sehenswürdigkeiten
- Kirche des Erzengels Michael auf einem erhöhten Platz über dem Dorf, erbaut 1830–1833 im Empirestil anstelle eines baufälligen Vorgängerbaus. Bereits seit 1797 hatte sich Pfarrer Josef Friedel um die Errichtung einer neuen Kirche bemüht, jedoch wurde der Bau durch den Ausbruch der Napoleonischen Kriege verschoben. Am 7. September 1830 erfolgte die Grundsteinlegung durch Pfarrer Friedel, der zwei Tage später verstarb. Im Herbst 1833 wurde die neue Kirche vollendet, die Weihe durch Erzbischof Ferdinand Maria Chotek von Chotkow erfolgte am 12. Juni 1834 unter Friedels Nachfolger Johann Grün. Das Altarretabel mit Darstellung des Erzengels Michael stammt aus dem Jahre 1751 und ist ein Werk von Johann Christoph Handke. Die Turmuhr wurde 1867 eingebaut, sie stammt aus dem Fulneker Rathaus. 1881 ging das museale Uhrwerk defekt; eine 1885 durchgeführte Reparatur blieb erfolglos. 1902 stiftete der aus Klantendorf stammende Ingenieurarchitekt Freisler der Kirche eine neue Pflasterung und Kirchenbänke; 1912 ließ er die 48 Steinstufen vom Turnplatz zur Kirche anlegen. Das ursprüngliche Schindeldach wurde 1905 durch eine Ziegeleindeckung ersetzt. 1960 erfolgte eine Innen- und Außenrenovierung.[7] Seit 1958 ist die von einem Friedhof umgebene Kirche als Kulturdenkmal geschützt.
- Ehemaliges Pfarrhaus neben der Kirche, ab 1947 diente es als örtlicher Kindergarten
- Steinkreuz vor dem Friedhofstor, geschaffen 1853
- Mariensäule vor dem Friedhofstor, errichtet 1900
- Denkmal für die Gefallenen des Ersten Weltkrieges, es wurde in der zweiten Hälfte des 20. Jahrhunderts umgesetzt und die deutschen Namen entfernt

## Söhne und Töchter der Gemeinde
- Anton Freissler (1838–1916), österreichischer Industrieller
- Karl Drössler (1840–1916), österreichischer Industrieller, Ehrenbürger von Klantendorf
- Heinrich Malcher (1848–1927), Ingenieur und Geodät, Lehrstuhlinhaber am Polytechnikum Reval
- Karl Staffe (1856–1935), österreichischer Landwirt und Politiker
- Wilhelm Freisler (1862–1930), Rechtsanwalt und Politiker
- Julius Freisler (1862–1937), Ingenieur, Vater von Roland und Oswald Freisler
- Karl Leipert (1909–1994), österreichischer Heimatdichter und Schriftsteller
- Horst Teltschik (* 1940), deutscher Politologe und Manager